# Láska na kvadrát
Láska na kvadrát, v polském originále Miłość do kwadratu, je polská romantická komedie z roku 2021. Film režíroval Filip Zylber, scénář napsali Wiktor Piątkowski a Marzanna Polit. V hlavních rolích se objevili Adrianna Chlebicka, Mateusz Banasiuk a Agnieszka Żulewska. Film pojednává o mladé ženě, která vede dvojí život. Přes den učí děti na základní škole a ve volném čase pracuje tajně jako modelka, aby splatila dluhy svého otce. Film byl zveřejněn prostřednictvím Netflixu dne 11. února 2021.

## O filmu
Monika Granarczyk pracuje jako učitelka na základní škole. Zároveň si v přestrojení tajně vydělává jako fotomodelka, aby mohla splatit dluhy svého otce. Jednoho dne se během focení potkává s namyšleným Enzem, s nímž si ale po čase začíná rozumět, což nelibě nese jeho manažerka a milenka v jedné osobě, Alicja. Monika se s Enzem se též potkává jako učitelka, protože učí jeho neteř Aniu. Jejich postupnému sbližování ještě ovšem brání celá řada překážek. 

## Obsazení
| Adrianna Chlebicka     | učitelka Monika Grabarczyk / modelka Klaudia |
| Mateusz Banasiuk       | Stefan Tkaczyk „Enzo“, model                 |
| Agnieszka Żulewska     | Alicja, Stefanova manažerka a milenka        |
| Jacek Knap             | Andrzej Tkaczyk, Stefanův bratr              |
| Helena Mazur           | Ania Tkaczyk, Stefanova neteř                |
| Mirosław Baka          | otec Moniky                                  |
| Krzysztof Czeczot      | Jacek Szczepański                            |
| Anna Smołowik          | Ilona Szczepańska                            |
| Tomasz Karolak         | ředitel školy                                |
| Bartłomiej Kotschedoff | Szymon                                       |
| Wojciech Kalarus       | šéf koncernu                                 |
| Sebastian Stankiewicz  | Wiesiek                                      |
| Jarosław Boberek       | režisér                                      |